# Bienal Internacional de Curitiba
A Bienal Internacional de Curitiba é um evento internacional de arte contemporânea, realizado desde 1993 no Paraná em Curitiba
Considerada o maior evento de arte contemporânea do sul do Brasil, cada edição reúne centenas de artistas em espaços diversificados, que não se restringem a museus, centros culturais e galerias. Nomes icônicos, de grande visibilidade internacional, como Marina Abramovic, Bruce Nauman, Dan Flavin, Louise Bourgeois, Julio Le Parc, Ai Weiwei, Richard Serra, entre outros, já passaram pela mostra, assim como artistas emergentes. Em sua programação constam circuitos paralelos como: Circuito de Museus, Circuito de Galerias, Circuito de Ateliês, Circuito Integrado, Circuito Universitáro (CUBIC), além de eventos como o Festival de Cinema da Bienal Internacional de Curitiba e a Curitiba Literária.

## História
O projeto da Mostra VentoSul foi concebido em 1990. Logo em sua primeira edição (1993), realizada após três anos de trabalho e aperfeiçoamento do projeto, ela surgiu como uma das principais mostras de arte sul-americana, prevendo a participação de alguns dos artistas mais expressivos da contemporaneidade.

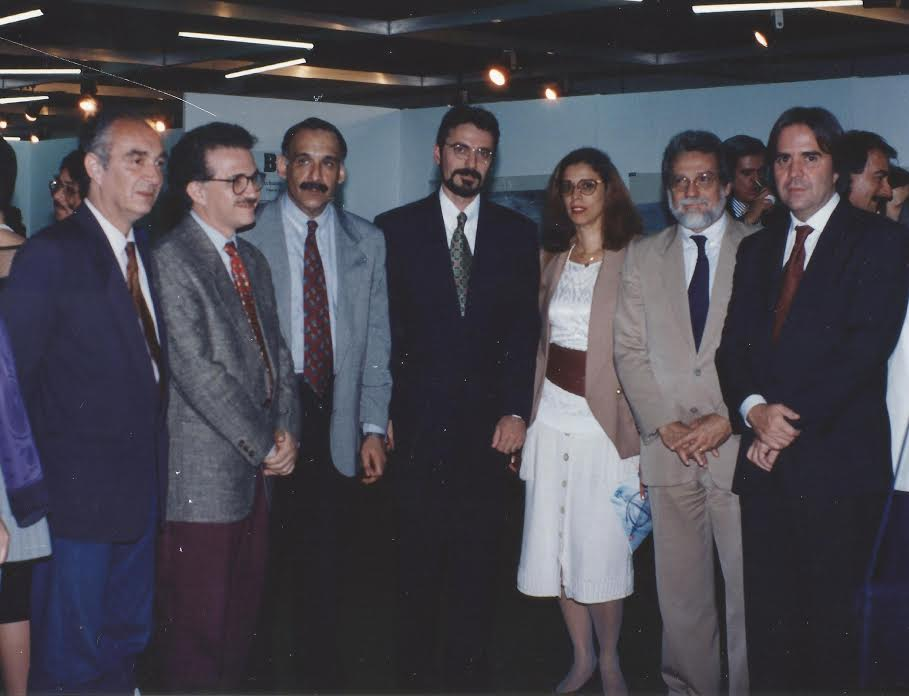
Bienal de Curitiba no Palácio Itamaraty, Brasília, em 1994

Nas duas edições seguintes, a Mostra assumiu um caráter mais ambicioso. Além de incluir o Chile entre os países participantes, paralelamente à exposição foi dado início às reuniões de críticos de arte dos países envolvidos no projeto, com o objetivo de complementá-la com debates teóricos que facilitassem o intercâmbio de ideias entre o público e os especialistas. Foi também nessa fase que a Mostra circulou por importantes instituições culturais também fora do Paraná, como o Museu de Arte de São Paulo Assis Chateaubriand- MASP, em São Paulo, Palácio Itamaraty em Brasília e o Centro Cultural Recoleta, em Buenos Aires, proporcionando grande visibilidade às obras e aos artistas participantes.
A partir de 2007, teve abrangência latino-americana e contou, nessa mesma edição, com a participação de artistas de sete países.
Foi a partir de 2009 que a Mostra passou a ser chamada de Bienal Internacional de Arte Contemporânea de Curitiba.
A edição de 2011 foi desenvolvida sobre o título "Além da Crise" com curadoria de Alfons Hug. Contou com a participação de artistas dos cinco continentes, com uma programação que durou sete meses, incluindo palestras, mesas-redondas, exposições, cursos, oficinas, mostra de filmes, performances, interferências urbanas e residência artística nos principais espaços culturais de Curitiba. Consagrando-se como o evento cultural mais importante realizado, no Brasil, naquele ano.
Em 2013, completou 20 anos e recebeu mais de 1 milhão de visitas.  Com a ideia de propor uma revisão no formato das bienais, deixaram de lado, nesta edição, a tradicional opção por um tema e um título, focando-se na escolha de obras que representavam uma experiência estética significativa. Ganhou destaque, nesse ano, projetos educativos com a participação de alunos e professores da rede de ensino público e privado
A partir de 2014 o Festival Internacional de Cinema da Bienal de Curitiba (FICBIC) passa a ser realizado anualmente.
Na edição de 2015 é realizada homenagem ao artista Julio Le Parc, com mostra dedicada a sua produção de, grande importância para o cenário artístico mundial, e guia o tema deste ano com o título “Luz do Mundo”.
A Bienal, que já possuía em suas diversas edições atividade voltadas a literatura, inicia em 2016 a realização de evento próprio para esta linguagem, denominado Curitiba Literária, possibilitando assim um espaço dedicado a dar visibilidade para o cenário literário nacional.
Em 2017, é elaborada a primeira edição com um país como homenageado, a China, que recebe destaque especial na programação. A exposição da China na Bienal de Curitiba é a maior exposição de arte contemporânea chinesa já realizada na América Latina e atraiu visitantes do mundo inteiro e ultrapassando mais uma vez, um público maior que um milhão de visitantes.
E em 2018, a Bienal de Curitiba completa 25 anos realizando uma programação especial dedicada a comemoração a história do evento.

## Circuitos
Com o intuito de expandir e consolidar seus vínculos locais, a Bienal apoia a realização de circuitos paralelos a mostra principal.
O Circuito de Museus tem mostras organizadas pelas instituições, dialogando com o conceito da Bienal.
O Circuito de Galerias conta com programações especiais nas principais galerias de arte contemporânea da cidade.
O Circuito integrado conta com espaços culturais diversos da cidade.
Já o Circuito de Ateliês coloca o público em contato com a produção dos artistas locais em seu ambiente de trabalho.
O Circuito Universitário da Bienal Internacional de Curitiba – CUBIC, promove debates, reflexões e expõe obras de artistas universitários, criando um diálogo com da academia com o meio artístico.

## Curitiba Literária
Em 2007, a Bienal passou a incluir atividades literárias e artistas que contemplam a poesia visual. Na edição de 2013, por exemplo, foi realizado o projeto A Literatura e a Cidade, que obteve grande interesse do público participante, por meio de leitura de textos em ônibus da cidade e da publicação e distribuição da antologia Fantasma Civil, com textos sobre Curitiba escritos por 42 autores.
Com o interesse do público pelas ações de literatura crescendo a cada edição, viu se a necessidade de criar um projeto paralelo à bienal de arte, específico para o segmento literário. Assim, em 2016, essas ações passaram a ter um evento próprio, denominado Curitiba Literária, atraindo um público superior ao esperado, dando uma grande visibilidade para o cenário literário nacional. Devido ao grande sucesso, a Curitiba Literária passou a ser então um projeto anual no calendário da cidade.
Na edição de 2016, a Curitiba Literária realizou mesas literárias com grandes nomes da literatura brasileira, como Cristovão Tezza, Miltom Hatoum, B. Kucinski, José Castello, Bernardo Carvalho, Caetano Galindo, Xico Sá, Luís Henrique Pellanda, entre diversos outros. Além de ações que integraram diversas livrarias e instituições literárias da cidade, exposição de frases em estações tubo e produção de uma antologia distribuída para a rede pública de ensino.
Em 2017, o projeto aproximou ainda mais a literatura das crianças e adolescentes da rede pública de ensino, por meio do lançamento de uma antologia com autores nacionais, que participaram de mesas literárias com os alunos afim de aproximar cada vez mais esse público dos livros, entre diversas outras ações.
Em todas as edições, a programação teve entrada gratuita e priorizou ações em espaços públicos, inserindo a literatura no dia a dia da população.

## Edições Recentes

### 1ª Mostra Latino-Americana de Artes Visuais - VentoSul
Esta edição da Bienal, então chamada de VentoSul, contou com a participação de artistas plásticos da Argentina, guiados pela curadoria de Miguel Briante, com representantes de distintas gerações, todos atuando no meio das artes visuais na época.
As obras brasileiras expostas na edição de 1993, em uma exposição organizada por Jair Mendes, mostrava o panorama da produção artística do Brasil, especialmente do Paraná, em um período entre 1935 até as produções da década de 80, com forte representação das décadas de 60 e 70, refletindo o desenvolvimento e a evolução da pintura intimamente ligada aos aspectos sociais, econômicos e políticos do país.
A arte paraguaia tinha curadoria de Tício Escobar e o título de “Perfil secreto da arte do Paraguai”. Com obras de dez artistas do país, as obras expostas tinham em comum a ideia de mostrar esse perfil da arte paraguaia que aparecia por vezes só de relance ou contraluz.

### 2ª Mostra Latino-Americana de Artes Visuais - VentoSul
Com curadoria de Tício Escobar, Fernando Cocchiarale, Nelly Richard, Laura Buccellato e Alícia Haber, expôs obras de artistas do Brasil, Paraguai, Argentina, Uruguai e Chile. Com a intenção de ser mais do que uma exposição de arte, essa edição da Bienal tinha o objetivo de aproximar artistas desses cinco países e diminuir as fronteiras criadas pelo tempo através da arte.
Foi nesta segunda edição que, para expressar o caminho aberto de integração, foram realizadas reuniões dos críticos de arte dos países participantes para complementar as exposições com debates teóricos que facilitassem o intercâmbio de ideias entre público e especialistas, e as exposições, que na primeira edição do evento itineravam somente dentro do Brasil começaram a se projetar no exterior.

### 3ª Mostra Latino-Americana de Artes Visuais - VentoSul
Com curadoria de Tício Escobar, Fernando Cocchiarale, Guilhermo Machuca, Laura Buccellato e Alícia Haber, teve a participação dos mesmos cinco países que fizeram parte da 2ª edição da Bienal. Os artistas de cada país exibiram obras ligadas diretamente à identidade de seus povos específicos, seus sistemas simbólicos e suas características próprias de produção cultural.

### Narrativas Contemporâneas (2007)

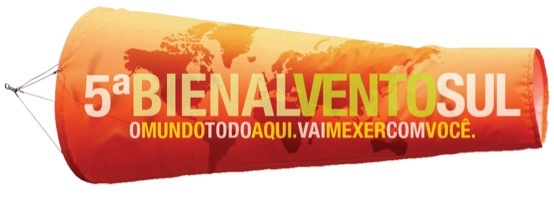

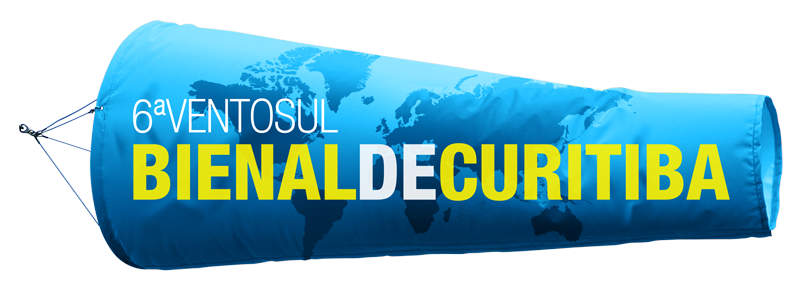

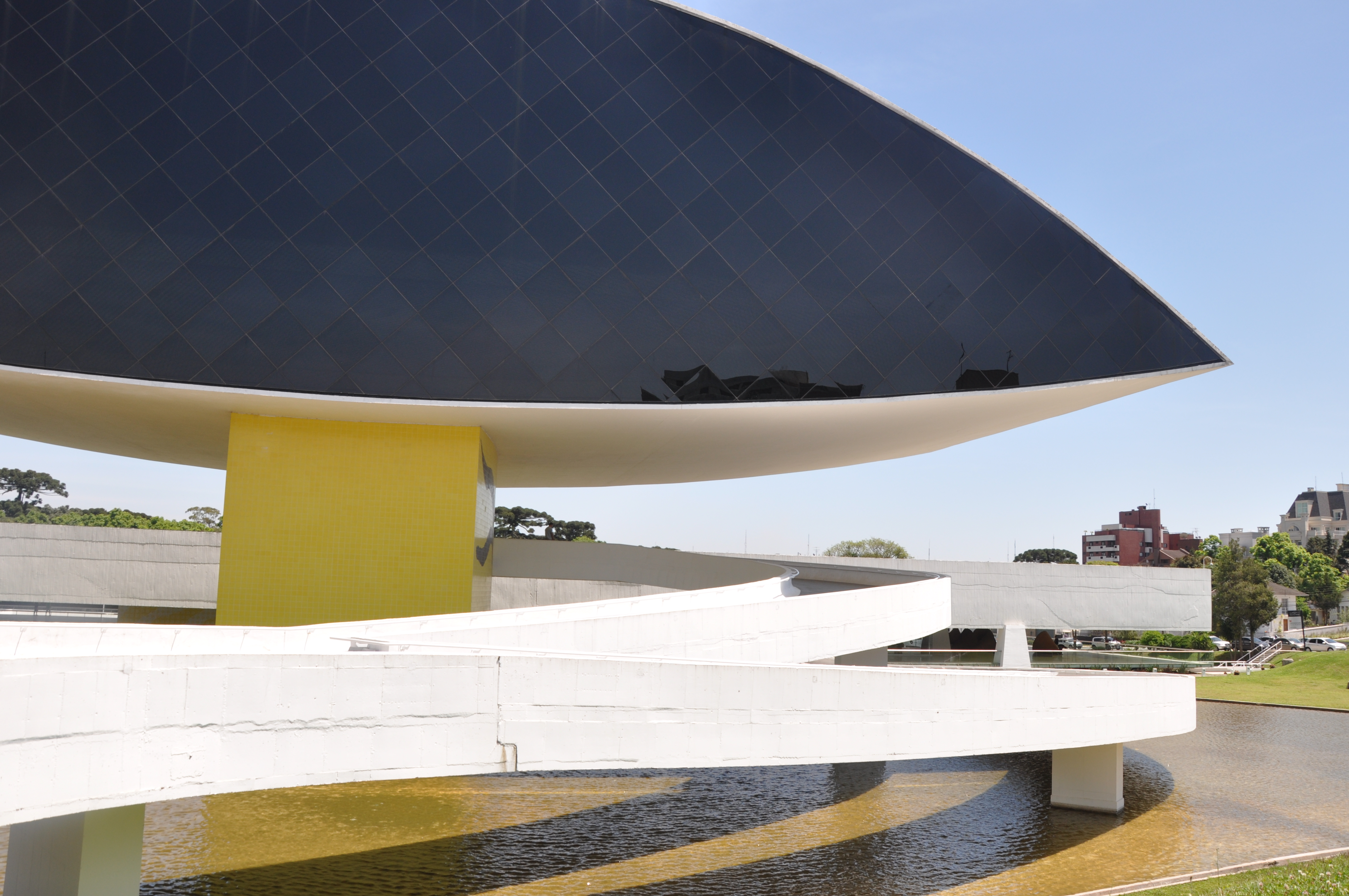
Museu Oscar Niemeyer
Espaço da Bienal

Esta edição contou com exposições no Museu de Arte Contemporânea do Paraná – MACPR, Casa Andrade Muricy, Memorial de Curitiba, Praça Osório e Museu de Arte da Universidade Federal do Paraná. Em cada um dos espaços, diferentes aspectos das Narrativas Contemporâneas puderam ser observados, através de criteriosas montagens preparadas pelos curadores. Também nas ruas e praças da cidade, o resultado da Mostra VentoSul pôde ser conferido através de performances, interferências e exposições.

### Água Grande: Os Mapas Alterados (2009)
O título desta edição da mostra foi Água Grande: os mapas alterados, fazendo referência ao termo guarani “Y guasú”, homônimo do rio que nasce em Curitiba e segue em direção às suas grandes quedas na tríplice fronteira entre Paraguai, Argentina e Brasil. Um dos fios condutores dessa edição da mostra foi a água, que hoje é abordada como centro dos debates geopolíticos contemporâneo. A mostra reuniu obras de artistas de diferentes partes do planeta, também trabalhando com o deslocamento, conceituado por Gilles Deleuze e Félix Guattari e seguiu em 39 diferentes espaços da cidade

### Além da crise (2011)
O conceito curatorial desta edição da Bienal foi Além da Crise. Esta edição também recebeu o prêmio destaque da Associação Brasileira de Críticos de Arte (ABCA) 2011. A mostra contou com obras de artistas de cinco continentes, com uma programação que durou sete meses, incluindo palestras, mesas-redondas, exposições, cursos, oficinas, mostra de filmes, performances, interferências urbanas e residência artística nos principais espaços culturais de Curitiba. Curadoria de Alfons Hug, co-curadores: Paz Guevara, Adriana Almada, curadores convidados: Alberto Saraiva, Artur Freitas, Eliane Prolik, Simone Landal e curadoria do projeto educativo: Denise Bandeira, Sônia Tramujas.

### Duas Décadas de Arte Contemporânea (2012)
Intitulada “Duas Décadas de Arte Contemporânea”, a edição de 2012 comemorou os 20 anos da Bienal de Curitiba com uma exposição na Torre do Olho do Museu Oscar Niemeyer. Com curadoria de Adriana Almada, na exposição foram apresentados trabalhos de gerações e linguagens diferentes, algumas que lembram os antecedentes da ruptura modernista do começo dos anos 60 na capital do estado até experiências de tempos modernos, que questionam ou interpelam o estatuto da imagem. Vista como processo e não como recorte temporal, a exposição articulava narrativas diversas que, do seu particular contexto de origem, respondiam a práticas estéticas e conteúdos discursivos próprios do cenário global da contemporaneidade.

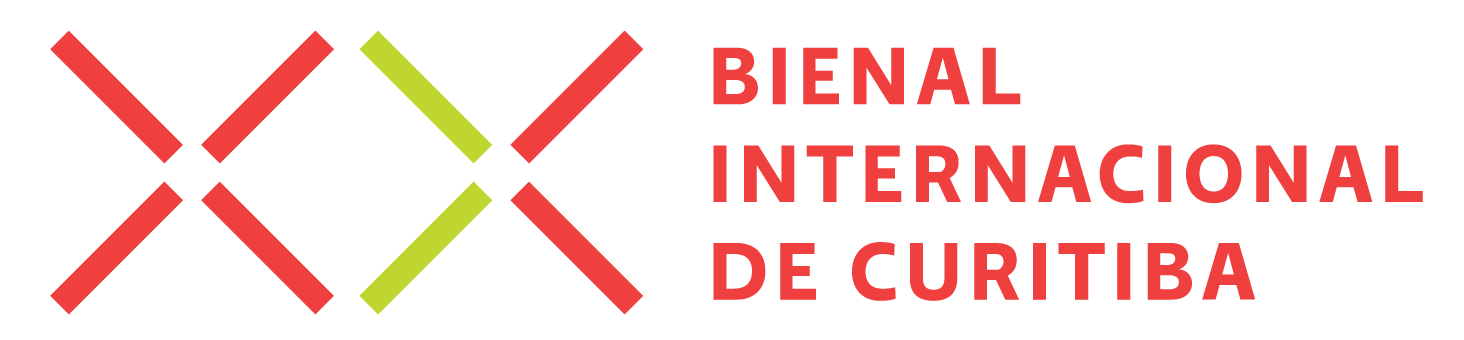

### Bienal Internacional de Curitiba (2013)
Em comemoração aos 20 anos de Bienal em Curitiba, os curadores focaram na escolha de obras que puderam representar uma experiência estética significativa para a cidade, abrindo mais espaço para a arte urbana e performances artísticas, atores cada vez 

mais presentes no cenário internacional e que se oferecem a um contato direto e imediato com os usuários da cidade. Foi durante 

esta edição, também, que o signo ‘X’ foi adotado, fazendo referência à eliminação da crítica moderna, além de representar uma bobina movida pelo vento, ágil e lúdica. Além disso, o signo "XX" não se refere apenas ao número romano que contabiliza os 20 anos da bienal, também pode estar associado ao signo nuclear da estética da cestaria protoamazônica tupi guarani, de três mil anos a.C. e que ainda é realizada mesmo em culturas guaranis: dispostos um ao lado do outro, em uma sequência ao redor do cesto, o X cria triângulos e losangos: os elementos básicos da iconografia tupi guarani. 

A curadoria geral de Teixeira Coelho e curador assistente Luiz Carlos Brugnera, enfatizou a arte publica, com intervenções urbanas por toda a cidade. Contou com a participação de artistas como David Svensson, Gunilla Klingberg, Regina Silveira, Eder Santos entre outros. Curadores convidados: Stephanie Dahn Batista, Fernando Ribeiro, Ricardo Corona, Maria Amelia Bulhões, Tom Lisboa e prêmio jovens curadores: Debora Santiago, Camila Nunes, Renan Araujo. Também ganhou destaque o projeto educativo com a participação de professores e alunos da rede de ensino público e privado com a curadoria de Luciano Buchmann.

### Festival Internacional de Cinema da Bienal de Curitiba (FICBIC) (2014)
Realizado há 20 anos dentro da programação da Bienal de Curitiba, o Festival Internacional de Cinema da Bienal de Curitiba (FICBIC) passou a ser anual a partir de 2014. O evento que foi realizado entre os dias 28 de outubro e 8 de novembro de 2014 espalhou a sétima arte por vários ambientes da cidade. Foram mais de cem filmes exibidos entre curtas, longas e documentários nacionais e estrangeiros, além de seminários, workshop e exposição de arte.
As mostras principais, Panorama do Cinema Mundial e Panorama do Cinema Brasileiro, tiveram curadoria do jornalista e crítico de cinema Sérgio Alpendre. 20 filmes que trouxeram um pouco da produção de excelência em várias partes do mundo, títulos inéditos em Curitiba, participantes e premiados em festivais internacionais.
A programação do festival contou também com as sessões Cinema em Retrospectiva homenageando um nome de destaque deste universo. A mostra retrospectiva exibiu obras do cineasta nascido nos Estados Unidos e naturalizado francês Eugène Green

### Luz do Mundo (2015)

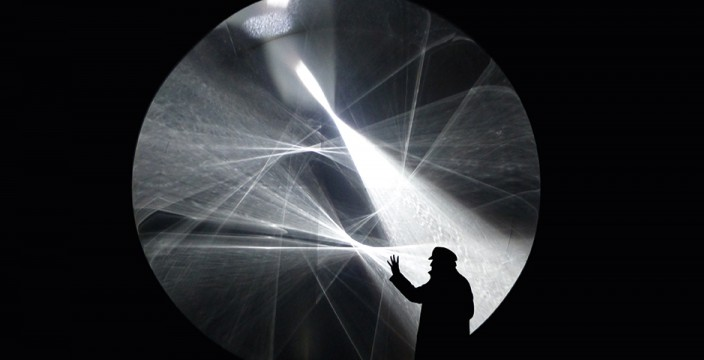
Artista homenageado
Julio Le Parc

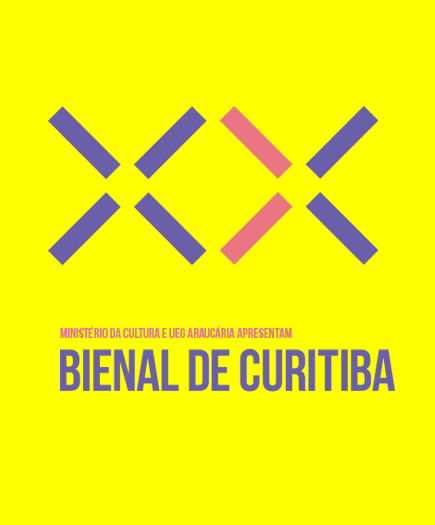

A Bienal Internacional de Curitiba completou 22 anos em 2015 priorizando a arte que vai para as ruas, com ações que não se restringem aos museus, centros culturais e galerias, mas que ganham o espaço urbano. A edição de 2015 da Bienal Internacional de Curitiba tem como título curatorial "Luz do mundo" e homenageia o artista Julio Le Parc com curadoria geral de Teixeira Coelho. O título da edição de 2015 da Bienal Internacional de Curitiba foi extraído do romance epônimo do autor islandês Halldór Laxness, vencedor do Prêmio Nobel de Literatura de 1955, além disso no ano de 2015 a UNESCO declarou o ano da luz, que marca os setenta anos da bomba atômica sobre Hiroshima e Nagasaki.
A Bienal Luz do Mundo, trabalha também com a proposta do Educativo que é voltado para a interlocução entre a proposta curatorial “Luz do Mundo” e a visitação do público, promovendo ações educativas como conversas, oficinas e visitas mediadas. Com visitas guiadas, propõe-se a abrir espaço para o espectador se manifestar diante do que vê e sente. A equipe é formada por estudantes e profissionais de diversas áreas relacionadas à arte, cultura e comunicação, buscando o heterogêneo, a diversidade no pensar. Também participam da bienal Yumi Kori, Shirin Neshat, Eliane Prolik, Doug Wheeler, Helga Griffiths, Carlo Bernardini, Lars Nilsson, Anthony McCall, Davide Boriani, Odires Mlàszho, Bill Viola, Iván Navarro, além de obras de artistas dos cinco continentes em mais de 100 espaços da cidade.

### Curitiba Literária (2016)
A Curitiba Literária trouxe a capital paranaense grandes nomes da literatura contemporânea divididos em quatro mesas literárias, além de exposições, palestras, oficinas e sessões de autógrafos. A programação teve curadoria geral do jornalista, escritor e crítico literário Rogério Pereira. A ideia central era não apenas envolver aqueles que gostam de eventos como a Curitiba Literária, mas para escolas, instituições e para a população em geral. Na época do evento, frases de autores participantes e outros escritores ilustravam estações tubo da cidade.

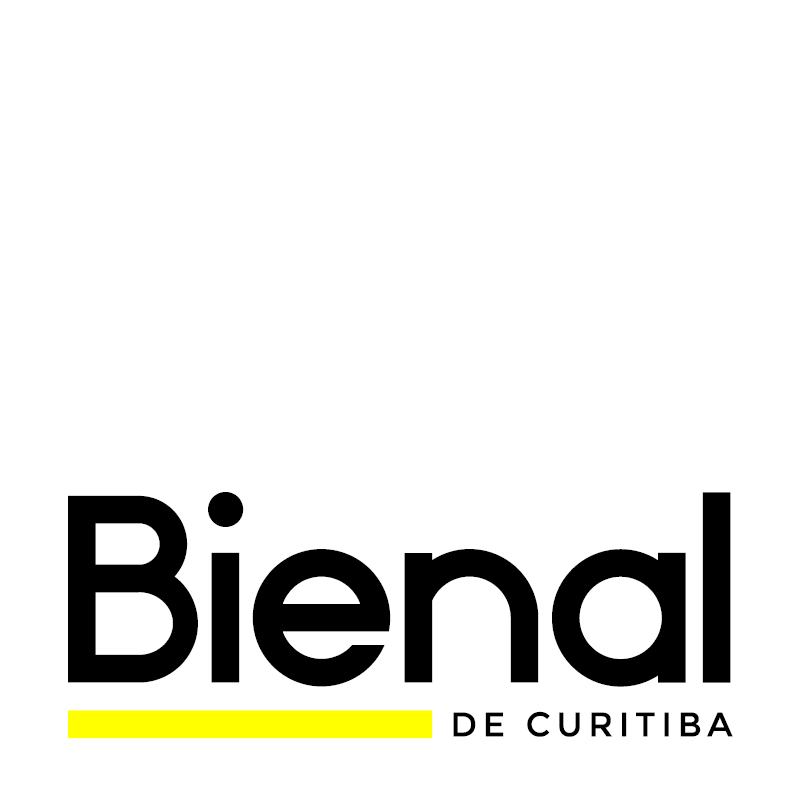

### Bienal de Curitiba - Antípodas: Diverso e Reverso (2017)
Com o título “Antípodas – Diverso e Reverso”, a Bienal de Curitiba ‘17 teve a China como país homenageado, apresentando ao público ao melhor da produção artística contemporânea chinesa. Além do grande destaque à China, a edição de 2017 teve a participação de obras de artistas brasileiros e de países dos cinco continentes, ocupando mais de cem espaços da cidade de Curitiba. A Bienal também desenvolveu atividades em Buenos Aires, na Argentina, em Assunção, no Paraguai, e Santiago do Chile, e no Brasil em Florianópolis - SC, Fortaleza – CE, Porto Alegre– RS e em outras cidades do Paraná. A edição recebeu mais de um milhão de visitantes do Brasil e de diversos países do mundo.
O termo “Antípodas” refere-se a posições diametralmente opostas entre si. Nesta edição, este título foi escolhido para indicar metaforicamente pontos geográficos radicalmente distantes uns dos outros. A Bienal de Curitiba 2017 assumiu o tema da diversidade como um ponto de referência para ativar questões e imagens sem restringir os conteúdos e os procedimentos a serem empregados pelos artistas. Assim, o título não fixa um tema ou motivo: aponta para uma abordagem característica da contemporaneidade, preparada para gerar sinergia entre trabalhos profundamente dispares e até divergentes em suas propostas.

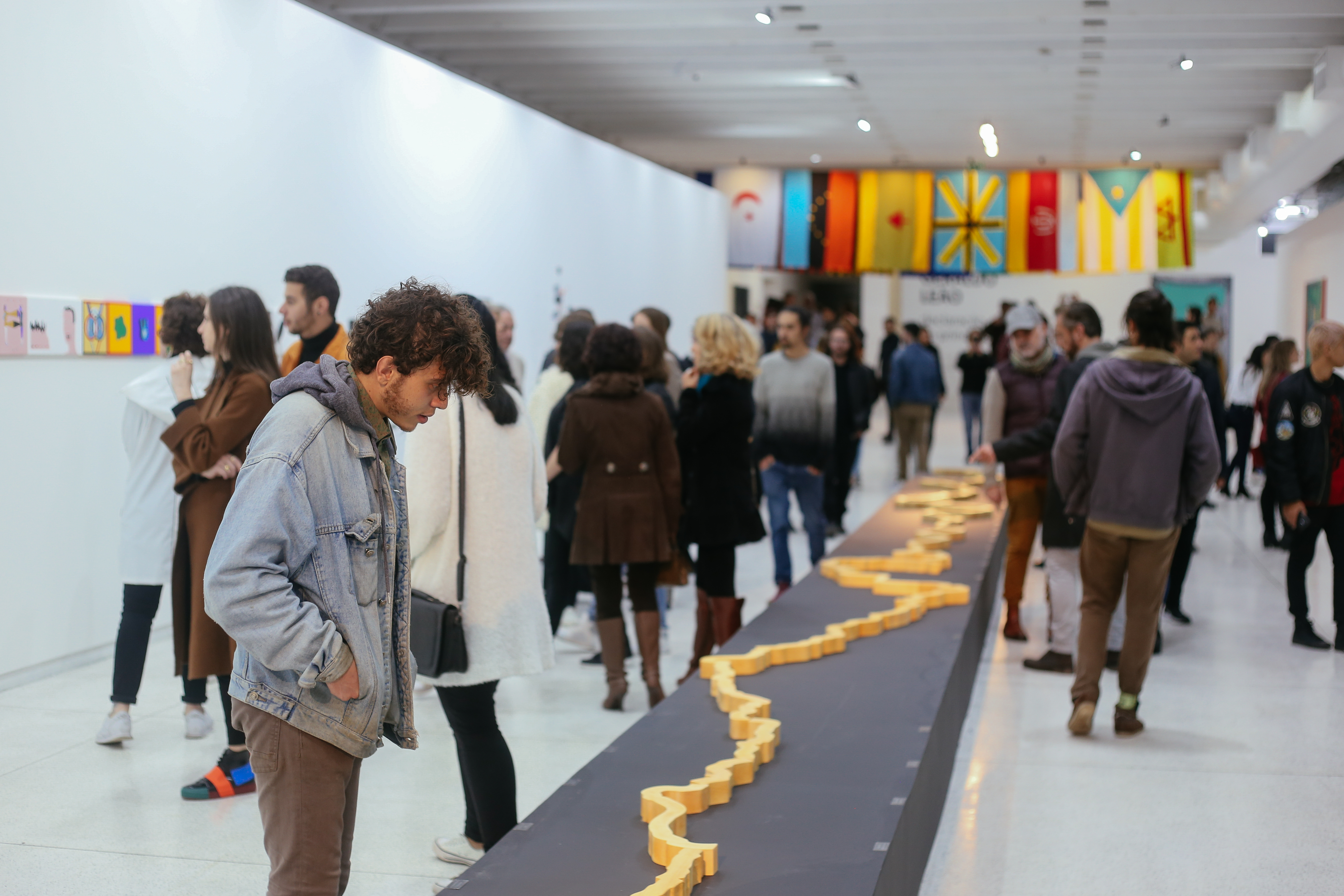
14ª Bienal de Curitiba

### 14ª Bienal de Curitiba - Fronteiras em Aberto (2019)
Em 2019, a Bienal Internacional de Arte Contemporânea de Curitiba entrou em sua 14º edição com conceito curatorial assinado pelo espanhol Adolfo Montejo Navas e pela brasileira residente em Berlim (Alemanha) Tereza de Arruda: “Fronteiras em Aberto” é o título que alinhava a edição, colocando o tema fronteira em discussão. Seguindo uma tradição construída em anos anteriores, esta edição ocupou numerosos espaços da capital paranaense, incluindo diversas instituições e centros culturais, além de galerias de arte e espaços públicos. Fora de Curitiba, a Bienal ampliou significativamente suas sedes com exposições em outras cidades do Paraná e do Brasil, como Florianópolis (Santa Catarina), São Paulo (SP) e Brasília (Distrito Federal). A programação geral contemplou a participação de 461 artistas dos cinco continentes, com destaque para artistas de países membros do BRICS (Brasil, Rússia, Índia, China e África do Sul).
Além da programação no Brasil, a 14ª Bienal de Curitiba - Paraná esteve presente com mostras de arte contemporânea em outros países, a partir de cooperações com instituições internacionais. Na América do Sul, apresentou exposições em Rosário e Buenos Aires (Argentina), Assunção (Paraguai), Montevidéu (Uruguai); na Europa, em Paris (França), Bruxelas (Bélgica), Basel (Suíça) e Vicenza (Itália). Também houve programação expositiva da Bienal na cidade de Chengu (China).
Também em sua 14ª edição, a Bienal de Curitiba teve como homenageados os países membros do grupo BRICS. Todos os países pertencestes ao bloco – Brasil, Rússia, Índia, China e África do Sul, integraram a programação da Bienal através da participação de grandes nomes da arte contemporânea de cada país, destacados nas exposições e curadorias. A parceria entra a Bienal de Curitiba e o BRICS deu-se pois, em 2019, o Brasil foi pela segunda vez sede da presidência pró-tempore da 11ª cúpula do bloco, que reuniu os 5 países com seus respectivos chefes de Governo e de Estado, dando continuidade à agenda de compromissos diplomáticos entre os participantes.
A Bienal de Curitiba - Paraná foi elegida pelos Ministérios da Cultura dos países BRICS como programação cultural oficial da 11ª Cúpula do bloco.

### Bienal On-line (2021)
Em 29 de março de 2021, a Bienal On-line foi anunciada como uma atividade de extensão da 14ª Edição da Bienal de Curitiba. O evento inteiramente on-line teve foco nas redes sociais da instituição, em suas páginas no Instagram e Facebook. Optou-se pela data em questão por conta de coincidir com a data do aniversário de Curitiba. A Bienal On-line foi encerrada em 31 de dezembro de 2021.
Apesar de ser uma programação voltada como a continuidade da 14ª Edição da Bienal de Curitiba, cada mês teve uma programação dedicada a determinado tópico relacionado com o mundo das artes visuais, assim como atividades específicas do mês que englobaram lives, chamadas abertas, studio visit, take-overs, atividades educativas, entre outros. 
A Bienal On-line também contou com o segmento "Bienal Indica", onde a equipe da Bienal de Curitiba buscou fazer indicações de conteúdos que possuíam relação direta com a programação do mês, agregando conteúdos novos ao que já era conhecido, como forma de despertar o interesse do público para as temáticas em questão.
Cada mês possuiu a identidade visual de uma cor, como forma de distinção para facilitar ao espectador que estivesse pelo feed das redes sociais da Bienal de Curitiba compreender qual temática estava relacionada a qual mês e, por consequência, a qual cor.
| Mês      | Tema                   | Atividades | Identidade Visual |
| Abril    | Videoarte              | Chamada Aberta para artistas que trabalham com videoarte e destaque para os artistas que haviam aparecido na 14ª Edição. | Roxa              |
| Maio     | Fotografia e Design    | Chamadas Abertas para artistas que trabalham com fotografia e design, assim como duas lives que trataram sobre cada um dos temas. | Azul Claro        |
| Junho    | Produção Internacional | Chamadas Abertas para artistas internacionais, ou que residem no exterior, além de um studio visit com uma artista que participou da 14ª Edição. Aproveitando da temática BRICS, cada semana do mês foi separada para homenagear artistas de cada país que compõem o bloco econômico. | Verde Azulado     |
| Julho    | Infanto-juvenil        | Atividades lúdicas através do formato reels e por posts no Instagram e Facebook para que crianças e adolescentes pudessem aproveitar as férias escolares engajados com a arte. | Laranja           |
| Agosto   | Take-Over              | Primeiro Take-Over da Bienal On-line, consistiu com a intervenção de um artista ao longo do mês em dias específicos, assim como a divulgação de um trabalho inédito do mesmo e uma live explicando mais sobre seu processo artístico. | Vermelho          |
| Setembro | Literatura e Cinema    | Dividido em duas quinzenas, cada uma buscou explicar mais sobre um dos dois temas. A primeira quinzena contou com a temática da Literatura, na qual houve declamações de poesia e uma rememoração de ações da Curitiba Literária na edição anterior. A segunda quinzena contou com vídeos de indicações de filmes realizadas por um curador e rememorações sobre o FICBIC da 14ª Edição. Em ambas as quinzenas, o segmento "Bienal Indica" atuou com indicações de livros e filmes sobre arte. | Amarelo           |
| Outubro  | Arquitetura            | Publicações voltadas para o Circuito de Arquitetura da 14ª Bienal. Além disso, também houve uma Chamada Aberta voltada especialmente para arquitetos que tivessem os projetos em questão já realizados, como uma maneira de reforçar a relação entre arte e arquitetura. O segmento "Bienal Indica" realizou uma cronologia da arquitetura curitibana e suas mudanças ao longo das décadas. | Rosa              |
| Novembro | Exposições             | Conteúdo voltado para as exposições que fizeram parte da 14ª Edição. O segmento "Bienal Indica" trouxe indicações de exposições que estavam ocorrendo presencialmente pela cidade no momento, conforme o retorno gradativo de atividades in loco era realizado. Conversa On-line sobre o Cenário da Arte Contemporânea em 2021. | Azul Marinho      |
| Dezembro | Take-Over              | Segundo, e último, Take-Over da Bienal On-line. Assim como o anterior, consistiu na intervenção de uma artista ao longo do mês em dias específicos, com a divulgação de alguns de seus trabalhos. Também foi em dezembro a última live da Bienal On-line, que abordou o contexto do Cenário Museológico durante a pandemia. | Verde             |

## Prêmios

### Ordem Estadual do Pinheiro
Luiz Ernesto Meyer Pereira, presidente da Bienal de Curitiba 2017, teve seu trabalho à frente da Bienal de Curitiba reconhecido em dezembro de 2017, com a condecoração no grau de Comendador da Ordem Estadual do Pinheiro, a mais alta honraria concedida pelo Governo do Paraná.
A Ordem do Pinheiro homenageia profissionais de diversas áreas que se destacaram em suas profissões e atuação pública, contribuindo para a divulgação e crescimento cultural, econômico, político e social do Paraná. Os nomes dos profissionais são indicados por organizações da sociedade civil  e passam por uma comissão do Governo do Estado e são formalizados por decreto do governador.

### Prêmio ABCA
Em 2018, A Bienal Internacional de Arte Contemporânea de Curitiba venceu o Prêmio Rodrigo Mello Franco de Andrade, concedido pela Associação Brasileira de Críticos de Arte (ABCA). O prêmio homenageia as principais instituições de todo o país pela programação e atividade no campo da arte e existe tradicionalmente desde 1978. Esta é a segunda vez que a Bienal de Curitiba vence um prêmio da ABCA: anteriormente recebeu, em 2011, o prêmio Destaque do Ano. A ABCA tem seu surgimento ligado à Associação Internacional de Críticos de Arte (AICA), fundada em 1948, em Paris, França, por iniciativa da Organização das Nações Unidas para a educação, ciência e cultura (Unesco).

## Galeria

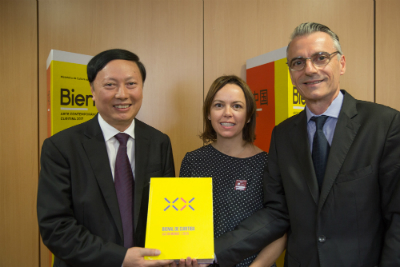
Da esquerda para a direita: Vice-Ministro de Cultura da China - Yang Zhijin; Presidente da Bienal de Curitiba de 2017 - Luciana Casagrande Pereira; Diretor-Geral da Bienal de Curitiba - Luiz Ernesto Meyer Pereira. Foto: Guto Moraes/Ascom MINC. Ano: 2017.
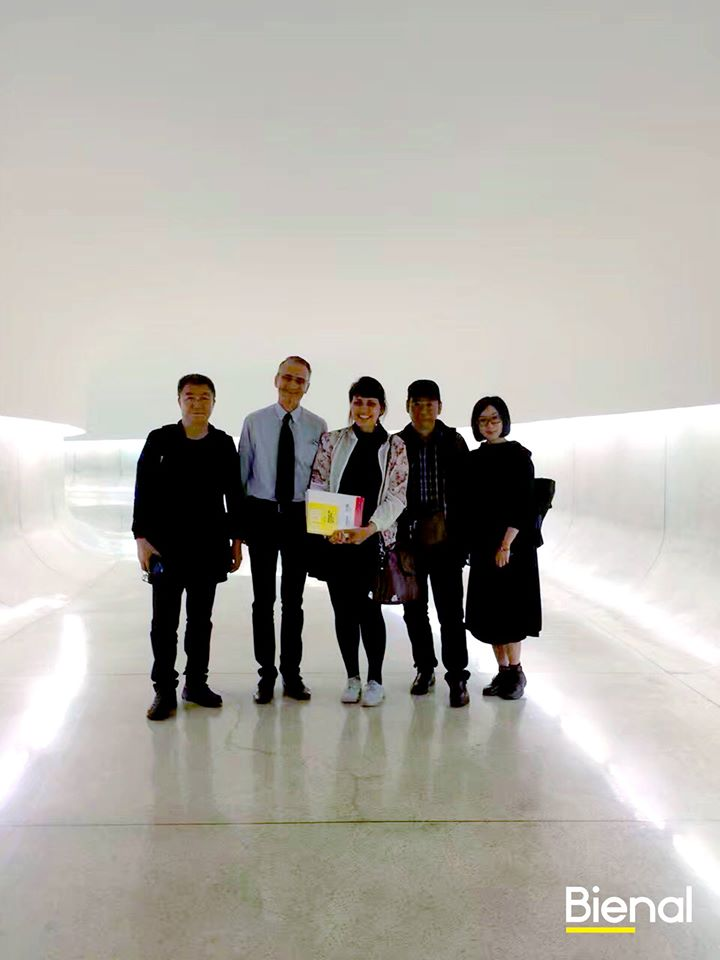
Da esquerda para a direita: Curador da Bienal de Curitiba 2017 - Fang Zhenning; Diretor Geral da Bienal de Curitiba - Luiz Ernesto Meyer Pereira; Ganhadora do Prêmio Jovens Curadores da Bienal de Curitiba 2017 - Carolina Loch; Diretor da China Arts & Enterteinment Group (CAEG) - Liu Zhenlin; Assistente de Curadoria - Xikui Kuang. Ano: 2017.
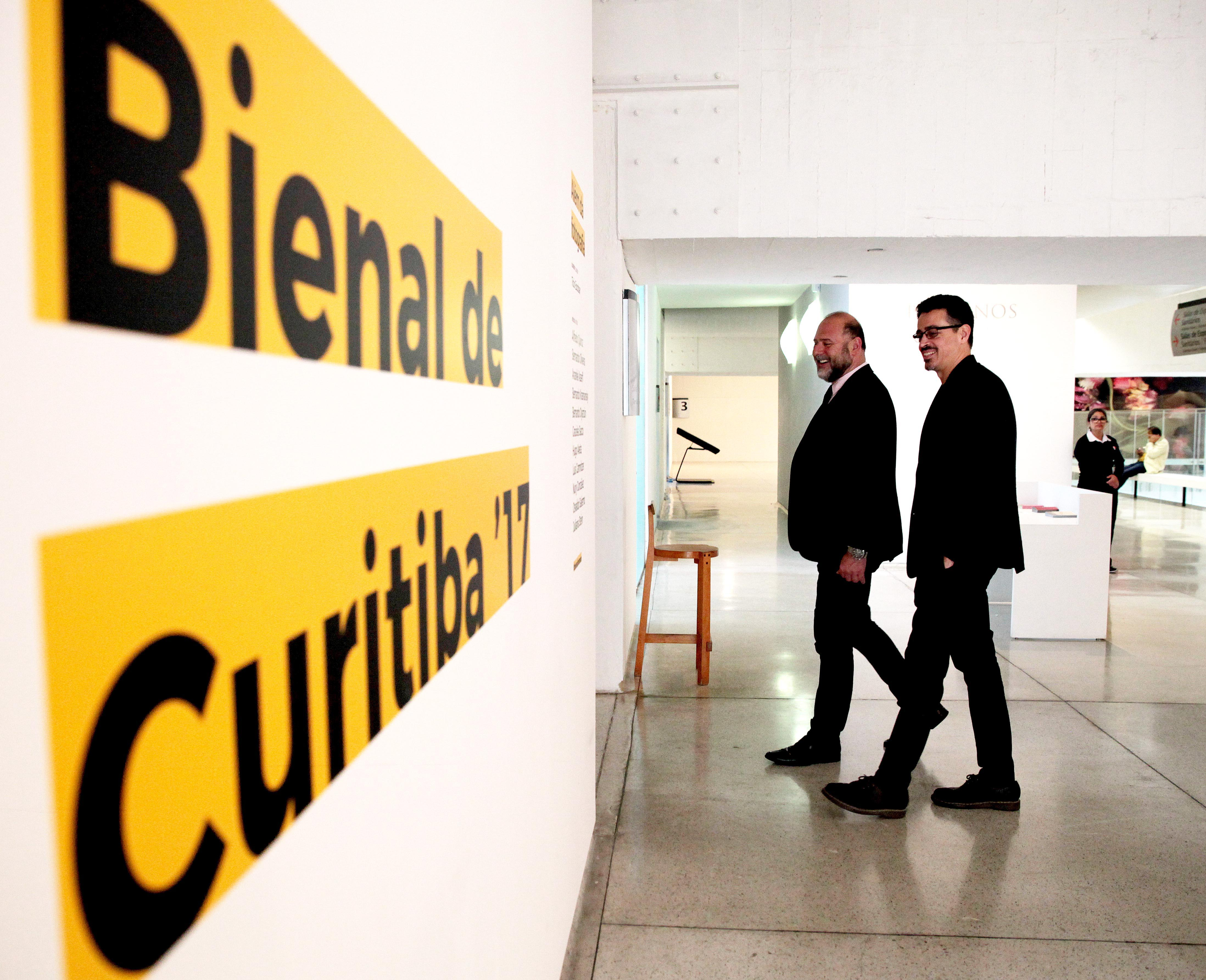
Secretário de Estado da Cultura, João Luiz Fiani, visita a Bienal de Curitiba de 2017, ao lado do Ministro da Cultura do Governo Federal, Sérgio Sá Leitão. Ano: 2017.
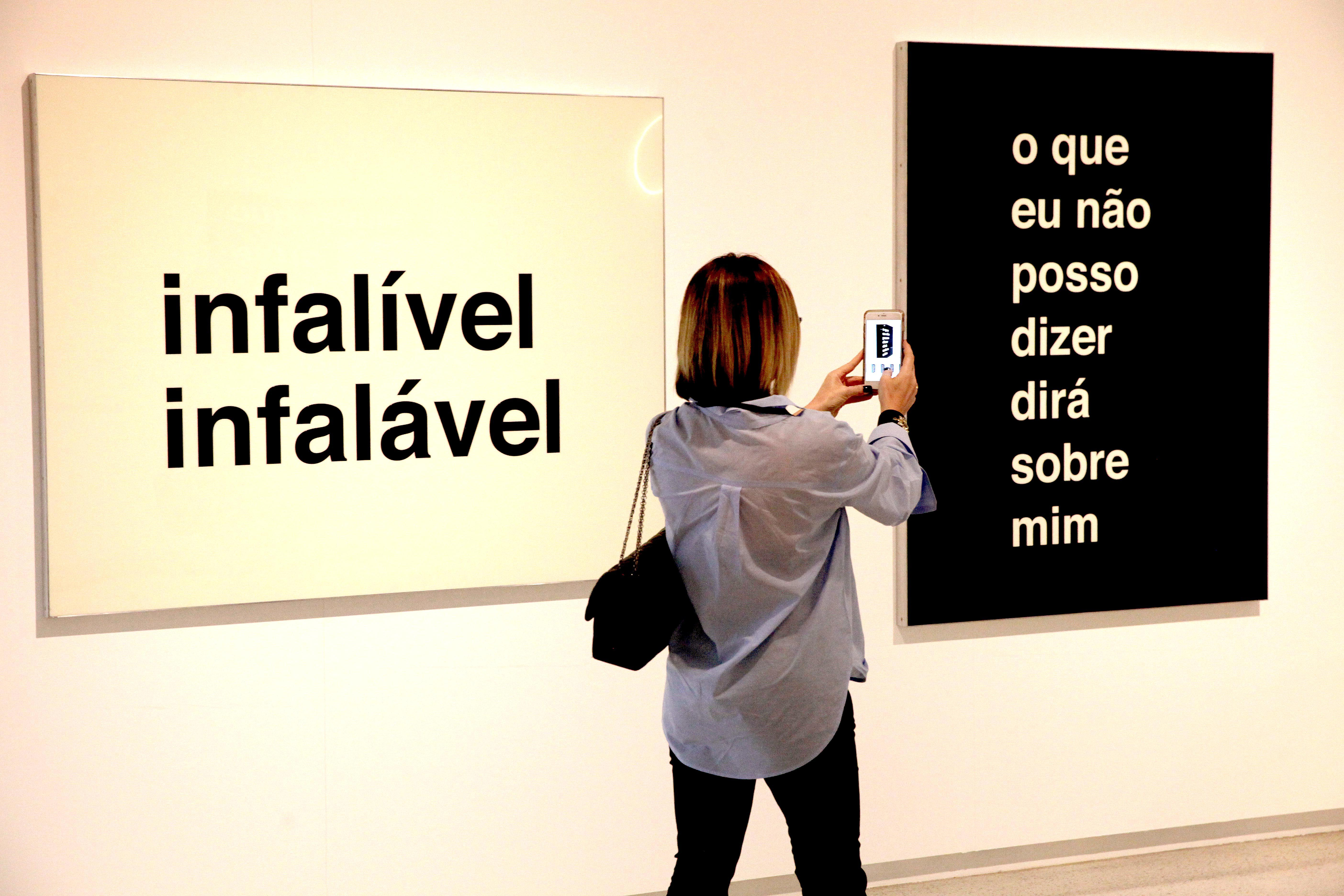
Exposição "Não está claro até que a noite caia", de Juliana Stein, no Museu Oscar Niemeyer, integrando a programação da Bienal de Curitiba 2017.
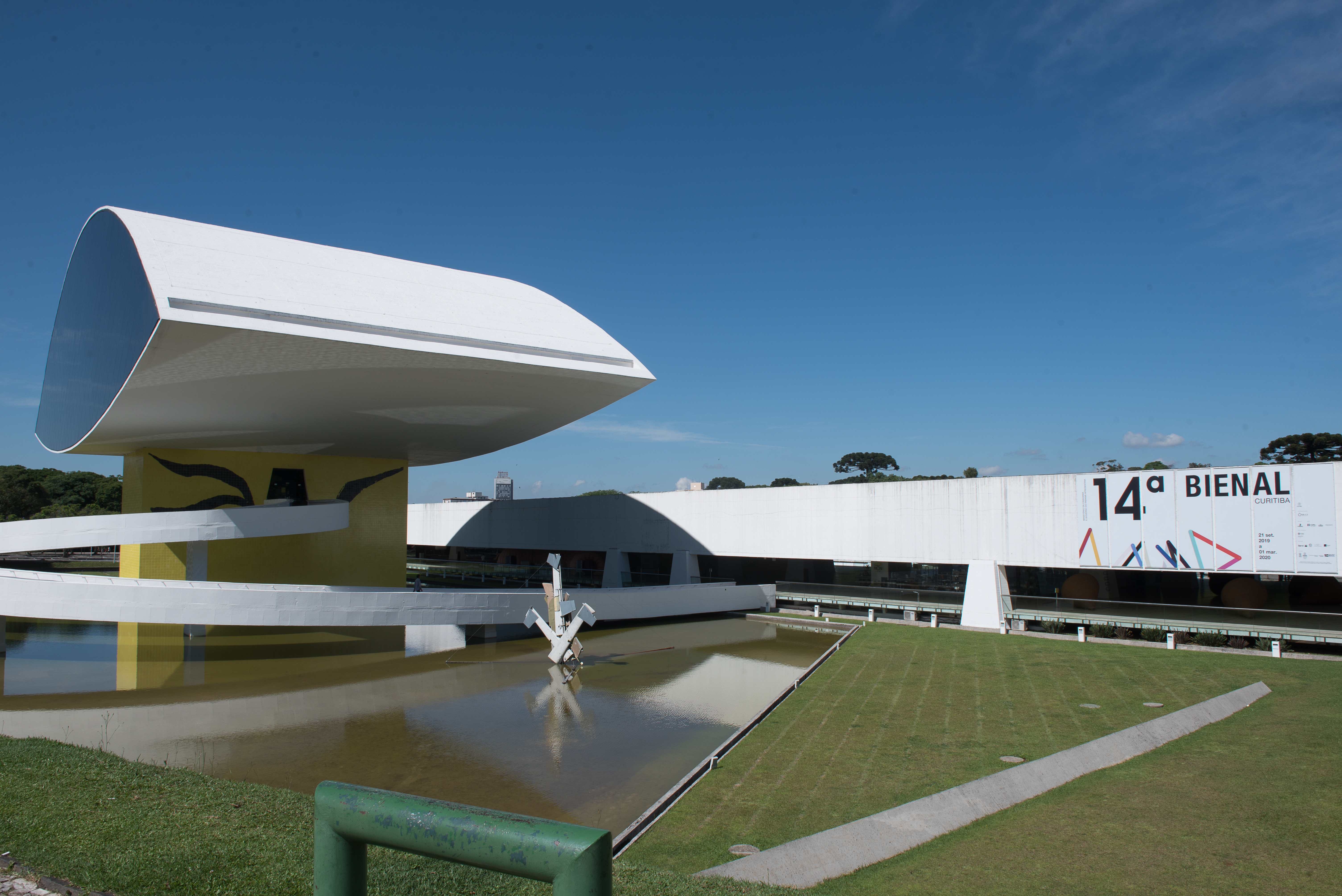
Vista da fachada do Museu Oscar Niemeyer, em Curitiba, ao longo da 14ª Bienal de Curitiba, realizada em 2019.
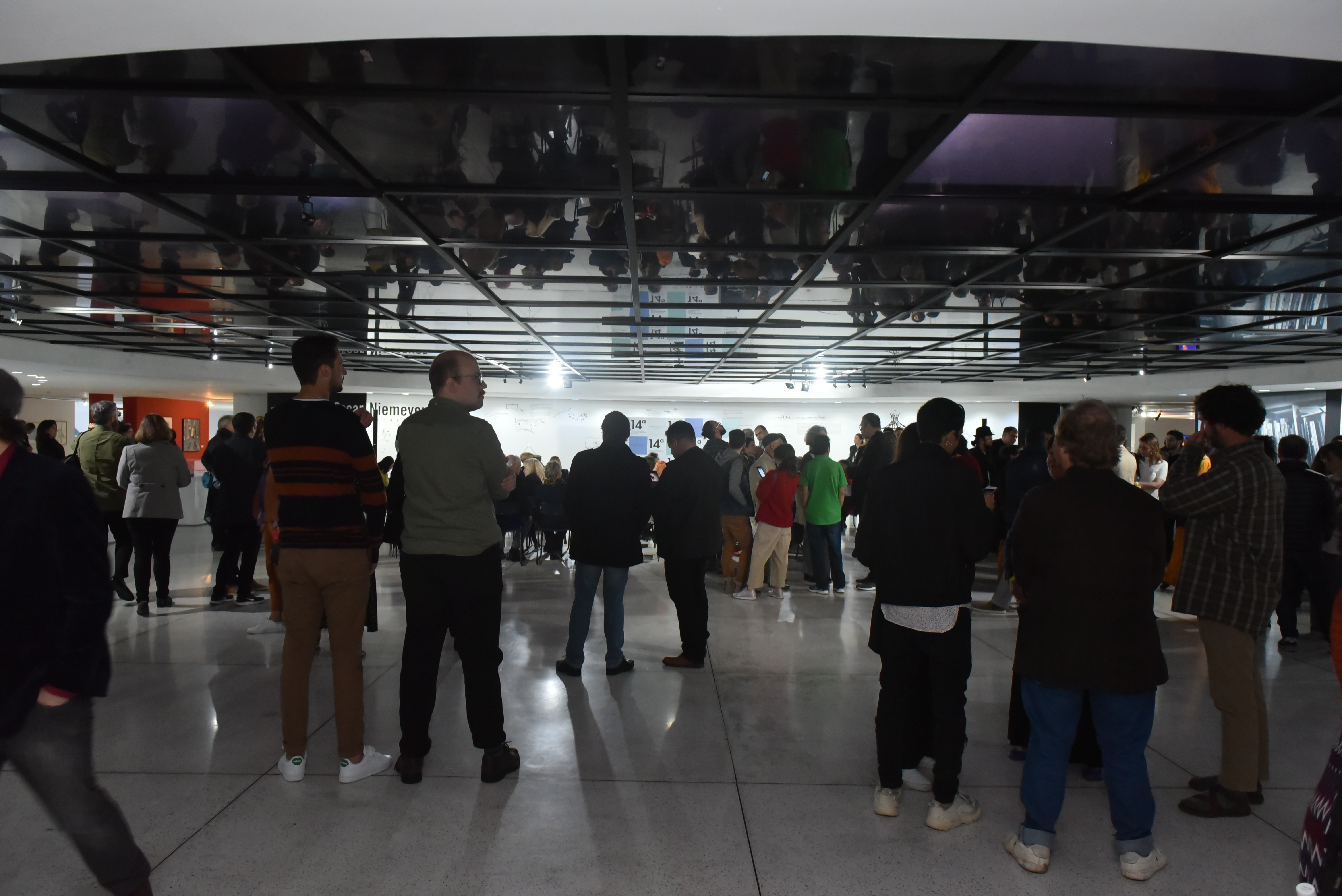
Público no Museu Oscar Niemeyer, em Curitiba, ao longo da inauguração da 14ª Bienal de Curitiba, realizada em 2019.
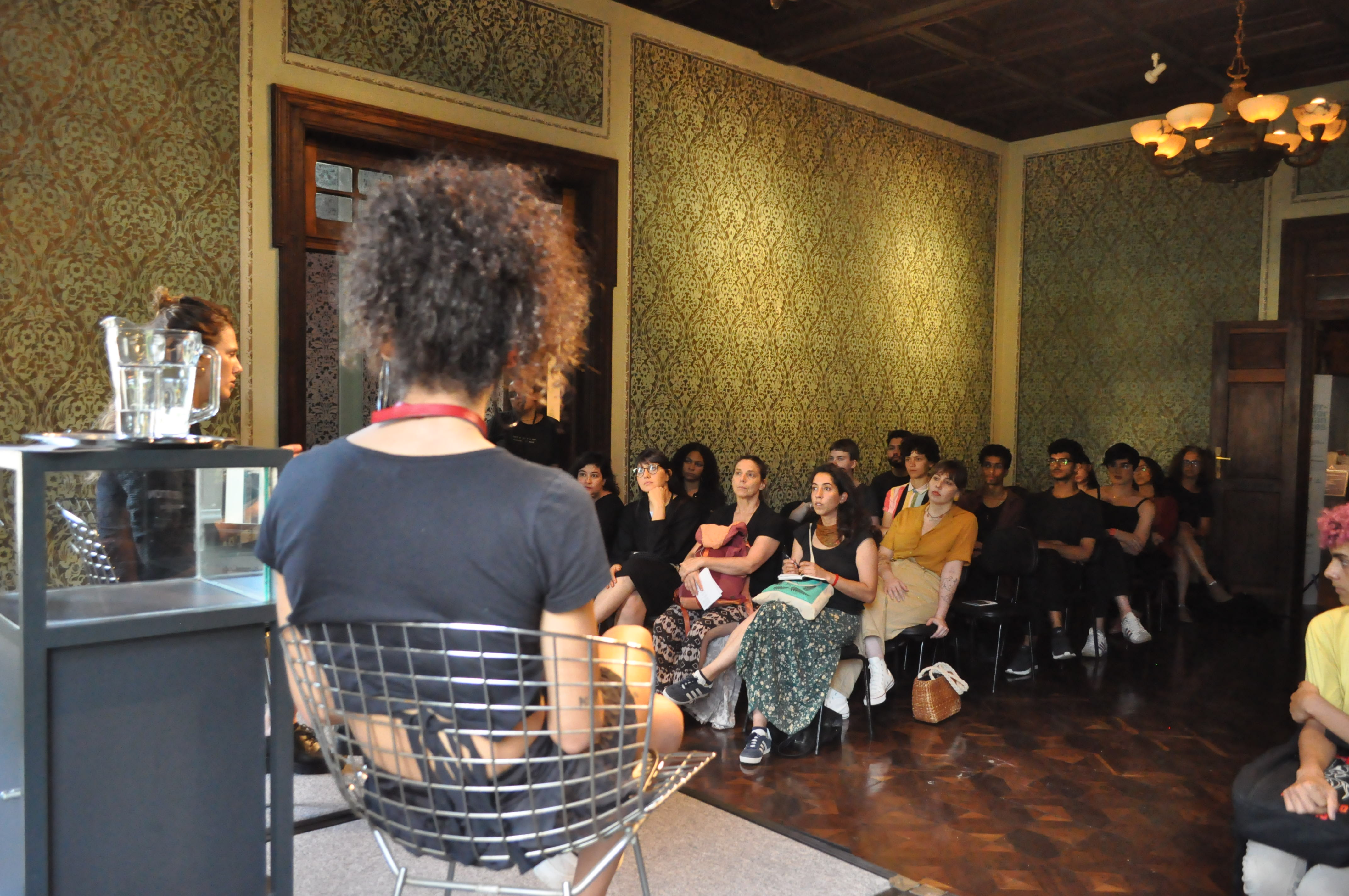
Conversa com a artista Rosa Luz no Museu Paranaense ao longo da Semana de Performances, durante a 14ª Bienal de Curitiba, em 2019.
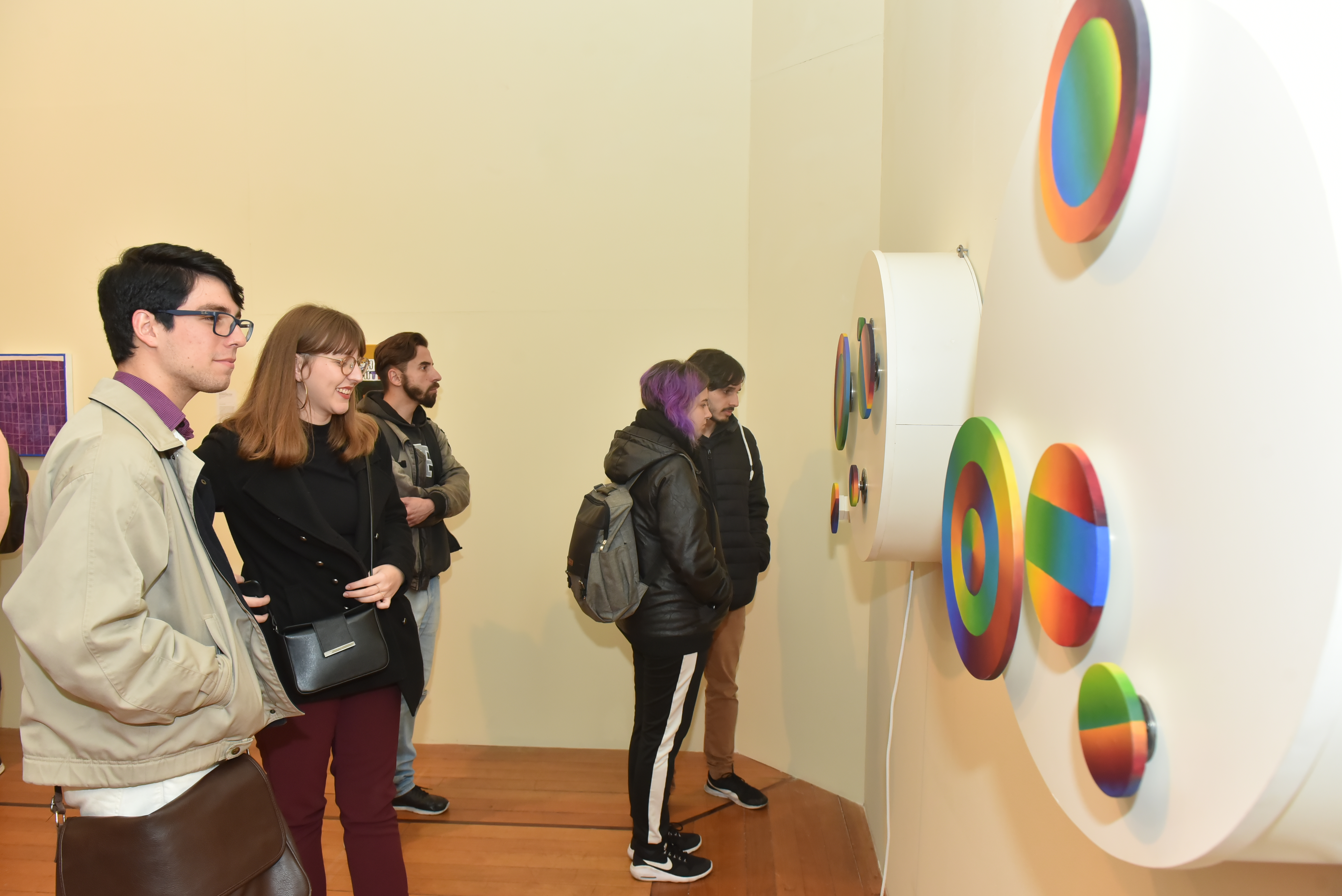
Parte da exposição do CUBIC 4, realizada no Museu da Gravura de Curitiba. Obra em destaque da artista Luiza Urban. 14ª Bienal de Curitiba. 2019.